# Port Huron
Port Huron is een plaats (city) in het uiterste oosten van de Amerikaanse staat Michigan, en valt bestuurlijk gezien onder St. Clair County. Port Huron ligt aan de uitstroom van Lake Huron in de St. Clair River. De St. Clair vormt over haar hele lengte de grens tussen de Verenigde Staten en Canada.  Aan Canadese zijde aan het meer ligt de stad Sarnia waarmee Port Huron verbonden is door de Blue Water Bridge.

## Demografie
Bij de volkstelling in 2000 werd het aantal inwoners vastgesteld op 32.338.
In 2006 is het aantal inwoners door het United States Census Bureau geschat op 31.302, een daling van 1036 (-3.2%).

## Geografie
Volgens het United States Census Bureau beslaat de plaats een oppervlakte van
31,7 km², waarvan 20,9 km² land en 10,8 km² water. Port Huron ligt op ongeveer 186 m boven zeeniveau.

## Plaatsen in de nabije omgeving
De onderstaande figuur toont nabijgelegen plaatsen in een straal van 32 km rond Port Huron.

## Geboren
- Colleen Moore (1900-1988), actrice
- Earl Coleman (1925-1995), jazzzanger
- Harrison Young (1930-2005), acteur